# Come Upstairs
Come Upstairs è un album di Carly Simon, pubblicato dalla Warner Bros. Records nel giugno del 1980.
Il disco fu registrato al Power Station Studios di New York, New York, Stati Uniti.

## Tracce
Brani composti da Carly Simon e Mike Mainieri, eccetto dove indicato
Lato A
1. Come Upstairs – 4:18
2. Stardust – 4:13
3. Them – 3:44
4. Jesse – 4:15
5. James – 2:28

Lato B
1. In Pain – 6:10 (Carly Simon, Mike Mainieri, Don Grolnick)
2. The Three of Us in the Dark – 4:14
3. Take Me as I Am – 4:50 (Carly Simon, Mike Mainieri, Sid McGinnis)
4. The Desert – 4:44

## Formazione
- Carly Simon - voce, cori, chitarra acustica
- Sid McGinnis - chitarra, cori, slide guitar, chitarra a 12 corde
- Ken Landrum - sintetizzatore
- Pete Hewlett - chitarra elettrica, cori, chitarra acustica
- Tony Levin - basso
- Steve Gadd - batteria
- Mike Mainieri - pianoforte, cori, sintetizzatore, marimba
- Ed Walsh - sintetizzatore, programmazione
- Billy Mernit - pianoforte, Fender Rhodes
- Larry Fast - sintetizzatore
- Rick Marotta - batteria
- Jerry Grossman - violoncello
- James Taylor, Mariah Aguiar, Christine Martin, Laraine Newman, Hugh Taylor, Alex Taylor, Sally Taylor, Gail Boggs - cori